# Roggwil (Turgòvia)
Roggwil és un municipi del cantó de Turgòvia (Suïssa), situat al districte d'Arbon.